# アイロニック
「アイロニック」（英: Ironic）は、カナダのシンガーソングライターであるアラニス・モリセットが1996年2月27日に発売したシングル。3作目のスタジオ・アルバム『ジャグド・リトル・ピル』に収録されており、同アルバムから4曲目のシングルとしてリリースされた。
1997年のグラミー賞において、最優秀レコード賞にノミネート。各国の週間シングルチャートでは、母国のカナダで1位、オーストラリア、ニュージーランドで3位などを記録した。アメリカでは最高位4位を記録し、チャート内には32週留まった。

## 収録曲
1. アイロニック（英: Ironic）
2. フォーギヴン（英: Forgiven）
3. ノット・ザ・ドクター（英: Not the Doctor）
4. ウェイク・アップ（英: Wake Up）